# بولي غارسيا
بولي غارسيا (بالإنجليزية: Poli Garcia)‏ هو لاعب كرة قدم أمريكي في مركز الوسط، ولد في 8 يناير 1958 في سان دييغو في الولايات المتحدة. شارك مع منتخب الولايات المتحدة لكرة القدم. أما مع النوادي، فقد لعب مع لوس أنجلوس أزتكس ولوس أنجلوس لايزرز ونادي غوادالاخارا.